# Colubrina guatemalensis
Colubrina guatemalensis är en brakvedsväxtart som beskrevs av Paul Carpenter Standley. Colubrina guatemalensis ingår i släktet Colubrina och familjen brakvedsväxter. Inga underarter finns listade i Catalogue of Life.